# Перл-энд-Хермес
Перл-энд-Хермес (англ. Pearl and Hermes Atoll) — небольшой необитаемый атолл в Тихом океане. Расположен в Северо-Западных островах Гавайского архипелага примерно в 2000 км от Гонолулу. Административно входит в состав штата Гавайи. Гавайское название — Холоикауауа (Holoikauaua).

## Этимология
Атолл назван в честь кораблей «Перл» и «Хермес», которые потерпели на нём крушение в 24 апреля 1822 году. Гавайское название атолла «Holoikauaua» было утверждено Комитетом по лексике гавайского языка в 1998 году в честь гавайского тюленя-монаха, встречающегося в этой группе островов. Доктор философии по антропологии Кекуэва Кикилои на основе документов XIX века на гавайском языке предложил для атолла название «Manawai».

## География
Перл-энд-Хермес расположен в 1929,784 км (1042 морских милях) к северо-западу от Гонолулу между атоллом Мидуэй (в 160 км к северо-западу) и островом Лисянского (в 265 км к юго-востоку). Площадь поверхности островов атолла составляет 0,36 км², общая длина — 32 км, ширина — 20 км. Окружность рифа составляет 69 км, открыт на западе, площадь составляет от 785 до 809 тысяч км².
Перл-энд-Хермес состоит из нескольких песчаных кос и пяти островов: Саут-Ист (англ. Southeast) площадью 0,184 км², Сил-Киттери (англ. Seal-Kittery) 0,137 км², Норт (англ. North) 0,084 км², Литтл-Норт (англ. Little North) 0,032 км² и Грасс (англ. Grass) 0,032 км². Острова периодически затапливаются во время зимних штормов. Наивысшая точка атолла варьируется от 2,3 метров на Грасс до 2,6 метров на Сил-Киттери. 85 % поверхности каждого острова ниже 2 метров.

### Список островов
| Моту        | Координаты                       |
| ----------- | -------------------------------- |
| Норт        | 27°55′34″ с. ш. 175°44′14″ з. д. |
| Литл-Норт   | 27°54′43″ с. ш. 175°44′37″ з. д. |
| Саут-Ист    | 27°47′23″ с. ш. 175°49′02″ з. д. |
| Бёрд        | 27°47′36″ с. ш. 175°50′33″ з. д. |
| Сэнд        | 27°47′37″ с. ш. 175°51′00″ з. д. |
| Грасс       | 27°46′28″ с. ш. 175°54′26″ з. д. |
| Сил-Киттери | 27°45′49″ с. ш. 175°56′32″ з. д. |

Перл-энд-Хермес является частью памятника природы Папаханаумокуакеа (англ. Papahānaumokuākea Marine National Monuments).

## История
Атолл был открыт 26 апреля 1822 года, когда два британских судна «Перл» и «Хермес» наскочили на риф. В 1854 году остров был аннексирован гавайским королём Камеамеа IV. В течение очень длительного времени Перл-энд-Хермес нисколько не интересовал гавайцев и американцев, пока в 1927 году капитан Уильям Грейг Андерсон (англ. William Greig Anderson) в лагуне острова не обнаружил большое количество жемчужниц. Однако уже в 1929 году добыча жемчуга была объявлена незаконной.

## Флора и фауна

### Флора
Растительность присутствует только на островах Норт, Саут-Ист и Сил-Киттери. Флора представлена 18 видами. При высадках военных в 1960-х годах на атолл была завезена горчица полевая, уничтоженная Службой охраны рыбных ресурсов и диких животных США. В 1998 году на Саут-Исте был обнаружен Verbesina encelioides.

### Фауна
На Перл-энд-Хермес обитает 22 вида птиц. На Саут-Исте находится одно из двух мест обитаний малой крачки на Гавайях.
В 1967 году Службой охраны рыбных ресурсов и диких животных США на Саут-Ист были завезены 108 особей лайсанской вьюрковой цветочницы в качестве резервной популяции. К 1973 году их численность возросла до 700 особей. В 1970-х годах появились популяции на островах Норт, Грасс и Сил-Киттери. В 1980-х годах общая численной вида на островах увеличилась до 900. Но вскоре популяции на Норте и Сил-Киттери вымерли. С появлением на Саут-Исте Verbesina encelioides в 1998 году численность вида возросла до 1908 в 2002 году. Но в течение года она уменьшилась до 600. По состоянию на 2012 год, популяции вида сохранились только на Саут-Исте.
Лайсанские вьюрковые цветочницы сделали траву Eragrostis variabilis, их естественный субстрат для гнёзд, из самого доминирующего вида на атолле в один из редчайших, вследствие чего в качестве субстрата для гнёзд они стали использовали Setaria verticillata и пластиковый мусор из океана. Также изменился их рацион питания, который стал состоять из Tribulus cistoides. У популяций на Перл-энд-Хермесе произошёл дрейф генов, генетическая дивергенция в частотах аллелей.

## Внешние ссылки
- Reynolds P. B., Courtot K. N., Krause C. M. Predicting Sea-Level Rise Vulnerability of Terrestrial Habitat and Wildlife of the Northwestern Hawaiian Islands (англ.). USGS (2012). doi:10.3133/ofr20121182.